# 屎萊姆
屎萊姆（英語：Edward Slime，1985年12月4日—），本名冼業鏗，香港YouTuber。2013年起，在YouTube上發佈《神魔之塔》攻略影片、以及各式題材影片因而聞名，並自稱為中國內地的四川辣王。 
屎萊姆的妻子屎嫂程程（生於1986年5月24日）亦為香港YouTuber，兩人於香港科技大學相識。

## 經歷
屎萊姆讀書時期曾任科大魔術學會內務副主席，畢業後全職打工6年後辭職創業及拍YouTube。
2014年，在中國內地創立Play Lazy遊戲公司。
2015年，Play Lazy遊戲公司發行手機遊戲《勇者神域》，為原創日式風格卡牌類型戰鬥遊戲，並且他借助個人在YouTuber上的名氣，和一眾的YouTuber界朋友推廣自己的遊戲，令此遊戲受到一時熱潮。
2016年9月12日，果然借助YouTuber名氣推廣的遊戲只能帶動一時的小風波，《勇者神域》官方宣佈因經營遊戲支撐不及，導致發生了許多問題。所以，在11月1日00:00正式停服，結束了《勇者神域》一年幾的服務。
2017年，在這期間屎萊姆一直在中國內地的四川成都營運自己的遊戲公司，並多次使用vpn在YouTube上傳以四川辣王為賣點的影片。
2017年，Play Lazy遊戲公司發行手機遊戲《29 Day》，講述一位面對着高壓社會的上班族，每天都不斷重覆活着。當他陷入自己是在「生活」還是「生存」，只要成功通過 29 日的挑戰，玩家便能夠得到巨額獎金。
2018年5月，成立服裝品牌"Overspice"，不過經已暫停營運及關閉網上商店。
2018年6月，正式簽約英皇娛樂為其經理人公司，並於同年8月推出單曲《獻醜》合唱版（與原唱洪卓立合唱）出道。
2019年6月22日，兒子出生，英文名Isaac，中文名未知。 
2019年9月，與英皇娛樂的合約屆滿，並於10月5日在其社交網站專頁中公佈這個消息。

## YouTuber生涯
2013年，用手機自拍打機時的情況，毫無剪接下有逾10萬人點擊，自此踏上YouTuber之路。
2016年4月，創建頻道「屎萊姆的3次元」，主要分享宣傳心得。
2018年12月2日，其頻道屎萊姆的3次元訂閱人數突破40萬，並於2019年4月13日創下該頻道最高訂閱人數42萬6千。但此後頻道訂閱人數便一直反覆上升和下降。
2022年3月22日，他發佈了一條影片，名為「【整野】拍番片！要做嘅第1件事🔥」，於片中表示自己會重新開始回到YouTube界。

### 爭議事件
2020年4月14日，他發佈名為「回應大J鍾情屎萊姆事件」的影片，再次發表了具爭議的言論：「可以每次講完柒野，再出幾個假膠post，那就當沒有事情發生，正常的人也怕朋友笑，你不怕而已」，因而受到網民的批評，並在該影片中獲得超過3萬個的倒讚及大量的負面留言。
2020年5月17日，YouTuber慕容公子發布了一支影片，批評屎萊姆背後有着龐大的香港政府和CGA的支援，壟斷了香港YouTube市場，早已建立了「屎家軍」，拉攏不同的YouTuber和網絡紅人加入，更被指協助香港政府在「反送中」運動期間控制網絡輿論。其後，這段影片受到網民的熱烈討論，批評他「食兩家茶禮」，其頻道「屎萊姆的3次元」的訂閱人數亦在短時間內跌破40萬，訂閱人數持續下降。
2020年6月23日，他發佈名為「回應失實指控：「屎家軍」壟斷利益、控制輿論」的影片，於片中反駁慕容公子的指控，並澄清有關「屎家軍」的爭議事件。不過此影片依舊受到網民的批評，並破記錄獲得超過6萬個的倒讚。自此，該頻道直至2022年就沒有再發佈新的影片，但他亦沒有就相關事件再次作出回應。

## 外部連結
- YouTube上的屎萊姆瘋狂世界頻道